# Рогульський Франц Миколайович
Фра́нц Микола́йович Рогу́льський (1916—1985) — радянський військовий льотчик, Герой Радянського Союзу (1944).

## З життєпису
Народився 1916 року в селі Зеленче — сучасний Дунаєвецький район Хмельницької області, 1927-го закінчив початкову школу. Під час колективізації сім'ю Рогульських, як «кулаків», 1928 року на Північ — в Кандалакшу. 1932 року Франц Рогульський з братом Йосифом зміг повернутися, працював в Дніпропетровську на заводі ім. Петровського. 1933 року закінчив радіотехнікум, 1936-го — авіаційну школу Цивільного повітряного флоту (сучасне Харківське авіаційне училище).
1939 року призаний на службу до РСЧА, закінчив військове авіаційне училище льотчиків.
З липня 1942-го — на фронтах німецько-радянської війни.
До березня 1944 року гвардії капітан Франц Рогульський командував ескадрильєю 19-го авіаполку 8-ї авіадивізії 2-го авіакорпусу далекої дії. До того часу ним було здійснено 199 бойових вильотів на бомбування скупчень ворожої техніки та живої сили противника, військових та промислових об'єктів. На його рахунку бойові вильоти — на залізничні станції Брянськ-2, Фастів, Берлін, Данціг, Інстербург, Кенігсберг, Тільзіт. 1944 року він здійснив 647 бойових вильотів (з яких 95 за завданням Ставки Верховного Головнокомандування); загалом за роки війни пробув у повітрі 3557 годин.
Після завершення війни продовжив службу в Рідянській Армії. У жовтні 1946 року призначений командиром авіаційного полку. Опановував нову техніку, стає заступником командира дивізії винищувачів по льотній частині, переїздить з частиною під Вінницю. Надалі дорога прослалась до Ташкента — вступив у командування авіадивізією.
1961 року у званні полковника звільнився в запас. Жив і працював в Одесі — у цивільній авіації, командир літака ТУ-104 Одеського аеропорту.
Помер 22 серпня 1985 року, похований на Таїровському кладовищі.

## Нагороди та вшанування
- Герой Радянського Союзу (19 серпня 1944, № 3992)
- орден Леніна (1944)
- орден Леніна
- 2 ордени Червоного Прапора
- 2 ордени Вітчизняної війни 1-го ступеня
- орден Червоної Зірки
- медалі
- в Одесі на будинку, де останні роки проживав Рогульський, встановлено меморіальну дошку його честі
- ім'я Франца Рогульського носять вулиці в Дунаївцях та Зеленчі.